# سدى المبيض
سدى المبيض (بالإنجليزية: Stroma of ovary)‏ هو نسيج لين متميز تتوفر فيه الأوعية الدموية ويتكون غاليا من خلايا مغزلية الشكل وكمية قليلة من نسيج ضام اعتيادي. يعد بعض علماء التشريح هذه الخلايا خلايا عضلية غير مخططة.
توجد السدى على سطح المبيض بكثافة أكبر، ويكون طبقة تدعى بالغلالة البيضاء وتتكون من ألياف نسيج ضام قصيرة تتخللها خلايا مغزلية.
قد تحتوي سدى المبيض على خلايا خلالية تشبه خلايا الخصيتين.